# 4292 Aoba
4292 Aoba је астероид главног астероидног појаса. Приближан пречник астероида је 24,59 ,
а средња удаљеност астероида од Сунца износи 2,749 астрономских јединица (АЈ).
Инклинација (нагиб) орбите у односу на раван еклиптике је 3,544 степени, а орбитални период износи 1665,180 дана (4,559 године). Ексцентрицитет орбите астероида износи 0,050.
Апсолутна магнитуда астероида износи 12,20 а геометријски албедо 0,038.
Астероид је откривен 4. новембра 1989. године.